# Doris Lecher
Doris Lecher (* 1962 in Zürich) ist eine Schweizer Autorin und Illustratorin.

## Biografie
Lecher studierte Illustration an der Parsons The New School for Design in New York City. Mit ihrem Mann hat sie einen Sohn und eine Tochter.
Lecher lebt als freie Autorin und Illustratorin mit ihrer Familie in Oberwil BL im Kanton Basel-Landschaft.

## Bilderbücher
- Hokus Pokus Oktopus
- Minka Mau und das Monster
- Wolfi in Wolle
- Dominik Dachs und die Katzenpiraten nach Denys Watkins-Pitchford
- Spiegel das Kätzchen nach Gottfried Keller
- Die schönsten Märchen der Schweiz
- Peter und Wuff
- Was ist denn das?
- Gesucht: Eierdieb
- Vladin Drachenheld
- Verhexte Weihnachten
- Ich! Marleen die Mittelmaus
- Ein neues Haus für Charlie
- Ich will Wurst
- Das bunte ABC-Such-Bilderbuch
- Filu Fuchs verhühnert alles
- Angelita's Magic Yarn

## Auszeichnungen
- Nomination Astrid Lindgren Memorial Award 2023
- 1. Preis im  Schweizerischen Bilderbuch-Wettbewerb der Paul-Nussbaumer-Stiftung 1997 für Ich will Wurst